# Kenneth Edwards
Pour les articles homonymes, voir Edwards.
Kenneth Edwards (Chicago, Illinois, 9 mars 1886 - Evanston, Illinois, 21 décembre 1952) est un golfeur américain. En 1904, il remporta une médaille d'or en golf aux Jeux olympiques de 1904, dans la catégorie par équipe.